# Alessandro Cè
Alessandro Cè (Castrezzato, 16 ottobre 1955) è un politico italiano, presidente di Lombardi Verso Nord.

## Biografia
Laureato in medicina presso l'Università degli Studi di Milano, ha esercitato la professione di medico chirurgo e in gioventù è stato un elettore del Partito Socialista Italiano.

### Attività politica
Ha aderito successivamente alla Lega Nord di Umberto Bossi, con la quale è stato eletto deputato nel 1996 e nel 2001. Ha ricoperto il ruolo di vicecapogruppo della Lega Nord alla Camera nel 1996.
Nella XIV legislatura è eletto deputato nel collegio uninominale 31 Lumezzane della circoscrizione Lombardia 2, divenendo poi capogruppo leghista alla Camera.
Dal 2001 al 2005 è stato membro di numerose commissioni parlamentari: I commissione (affari costituzionali); VI commissione (finanze); XII commissione (affari sociali) e la XIII commissione (agricoltura).
Nell'aprile 2005 è eletto consigliere regionale della Lombardia, ed entra nella giunta regionale di Roberto Formigoni come Assessore alla Sanità nella III Giunta Formigoni dopo che il suo nome era dato anche come prossimo Vicepresidente della Regione Lombardia dopo l'ottimo risultato elettorale della Lega Nord incarico poi affidata all'unica donna della Giunta l'Assessore regionale all'Agricoltura Viviana Beccalossi di Alleanza Nazionale. Dimessosi da deputato il 14 settembre successivo, lascerà anche la carica di assessore e la Lega il 17 marzo 2007, sostituito dal cardiochirurgo leghista Luciano Bresciani, dopo lunghe trattative in regione sulla privatizzazione del servizio di 118 e agitazioni politiche varie. Dal canto suo Cè sosterrà che la Lega «è diventato un partito di Palazzo, autoreferenziale, che fa solo gli interessi dei poteri forti».
In consiglio regionale ha aderito in seguito al gruppo misto fondando la componente Cristiani e Federalisti.
Nel 2009 ha poi sostenuto l'Italia dei Valori diventandone poi membro.
Dopo alcuni anni di riflessione, è ritornato in politica con un proprio soggetto, Lombardi Verso Nord, gruppo federato al movimento Verso Nord, fondato tra gli altri da Massimo Cacciari e Maurizio Fistarol..

### Elezioni regionali lombarde 2013
Non essendo riuscito a presentare una propria lista, Alessandro Cè e il suo movimento, Lombardi Verso Nord, alle elezioni regionali in Lombardia del 2013 hanno appoggiato esternamente la coalizione di centro-sinistra che sosteneva la candidatura alla presidenza dell'avvocato penalista Umberto Ambrosoli.

## Controversie
Nel 2004 diede del fascista a Publio Fiori (AN), nonostante fosse un suo alleato e in quel momento presidente di turno dell'Aula.